# Безе
Безе́ (фр. baiser «целовать»), мере́нга (фр. meringue) — французское пирожное из запечённых взбитых яичных белков с сахаром.
Словом безе также называют крем, изготавливаемый из тех же продуктов, что и пирожное.

## История
Для слова «меренга» существует две гипотезы относительно его происхождения. Народная этимология швейцарского города Майрингена сообщает, что меренги были изобретены там итальянским шеф-поваром Гаспарини. Специалисты считают этимологию не выясненной (слово пришло из французского или средненидерландского от лат. merenda, «полдник»), самое раннее упоминание в письменном источнике — у Франсуа Массиало в поваренной книге, изданной в 1692 году.

## Виды
Существует несколько видов меренг, которые используются в качестве верхнего слоя для других десертов (французский «иль флотант», лимонный пирог с меренгами и т. д.) или же как самостоятельное блюдо.
Безе различаются также по способу приготовления.
Так называемую «итальянскую меренгу» готовят на кипящем сахарном сиропе, после чего используют в различных тортах либо выпекают отдельно, а «швейцарские меренги» вначале взбивают над водяной баней, а затем дают им остыть, не прекращая взбивать, и после этого запекают.
«Швейцарские меренги» чаще всего используют для торта «Павло́ва». Особенно популярен в Австралии и Новой Зеландии. Наиболее распространёнными являются «французские безе».

### Бисквит
Безе, которое едят как бисквиты, долго выпекают на очень слабом огне. Другое название для них — «забытое печенье», так как после приготовления его можно долго оставлять в духовке. Они вообще не должны подрумяниться, но должны быть очень хрустящими и сухими. При хранении в герметичном контейнере они хранятся не менее недели.

## Приготовление
Безе выпекают при низкой температуре (80—108°С) в течение долгого времени. После выпечки они могут долгое время оставаться в духовке, за что получили название «забытое печенье». Готовые меренги должны быть сухими и хрустящими, без тёмной корочки. Хранить безе в холодильнике нельзя, так как они отсыревают; в герметичной упаковке они могут храниться около недели.
Если безе используются в качестве верхнего слоя другого десерта, они могут выпекаться при более высокой температуре и в течение меньшего времени. Такие безе получаются более мягкими и имеют запечённые кончики.

### Комментарии
1. ↑  Торт назван в честь русской балерины А.П. Павловой; в англоязычных странах ударение в названии торта ставится на второй слог: pavlóva[6].